# Donald Charles McKinnon
| Parlament de Nova Zelanda |      |                |        |          |
| Anys                      | Leg. | Circumscripció | Llista | Partit   |
| 1978-1981                 | 39   | Albany         | Albany | Nacional |
| 1981-1984                 | 40   | Albany         | Albany | Nacional |
| 1984-1987                 | 41   | Rodney         | Rodney | Nacional |
| 1987-1990                 | 42   | Albany         | Albany | Nacional |
| 1990-1993                 | 43   | Albany         | Albany | Nacional |
| 1993-1996                 | 44   | Albany         | Albany | Nacional |
| 1996-1999                 | 45   | Llista         | 2      | Nacional |
| 1999-2000                 | 46   | Llista         | 3      | Nacional |

Donald Charles McKinnon o Don McKinnon (Londres, 27 de febrer 1939) és un diplomàtic i polític neozelandès. Va ser Viceprimer Ministre i Ministre de Relacions Exteriors de Nova Zelanda. Va ser Secretari General de la Commonwealth del 2000 fins al 2008.